# Grosseto-Prugna
Grosseto-Prugna (Corsicaans: Grussetu è Prugna of U Grussetu è a Prugna; Toscaans: Grosseto e la Prugna) is een gemeente in het Franse departement Corse-du-Sud (regio Corsica). De gemeente telde 3.331 inwoners op 1 januari 2022. De plaats maakt deel uit van het arrondissement Ajaccio.

## Geografie
Porticcio is een badplaats in het zuiden van de Golf van Ajaccio. Het is het grootste bevolkingscentrum van de gemeente. Het bestuurlijk centrum is het dorp Grosseto, dat gelegen is in de vallei van de Ornano in het binnenland. Deze plaats ligt op 600 meter hoogte en telt maar ongeveer 300 inwoners. In de buurt liggen nog de gehuchten Prugna en Vignali.
De oppervlakte van Grosseto-Prugna bedroeg op 1 januari 2022 31,56 vierkante kilometer; de bevolkingsdichtheid was toen 105,5 inwoners per km².
De onderstaande kaart toont de ligging van Grosseto-Prugna met de belangrijkste infrastructuur en aangrenzende gemeenten.

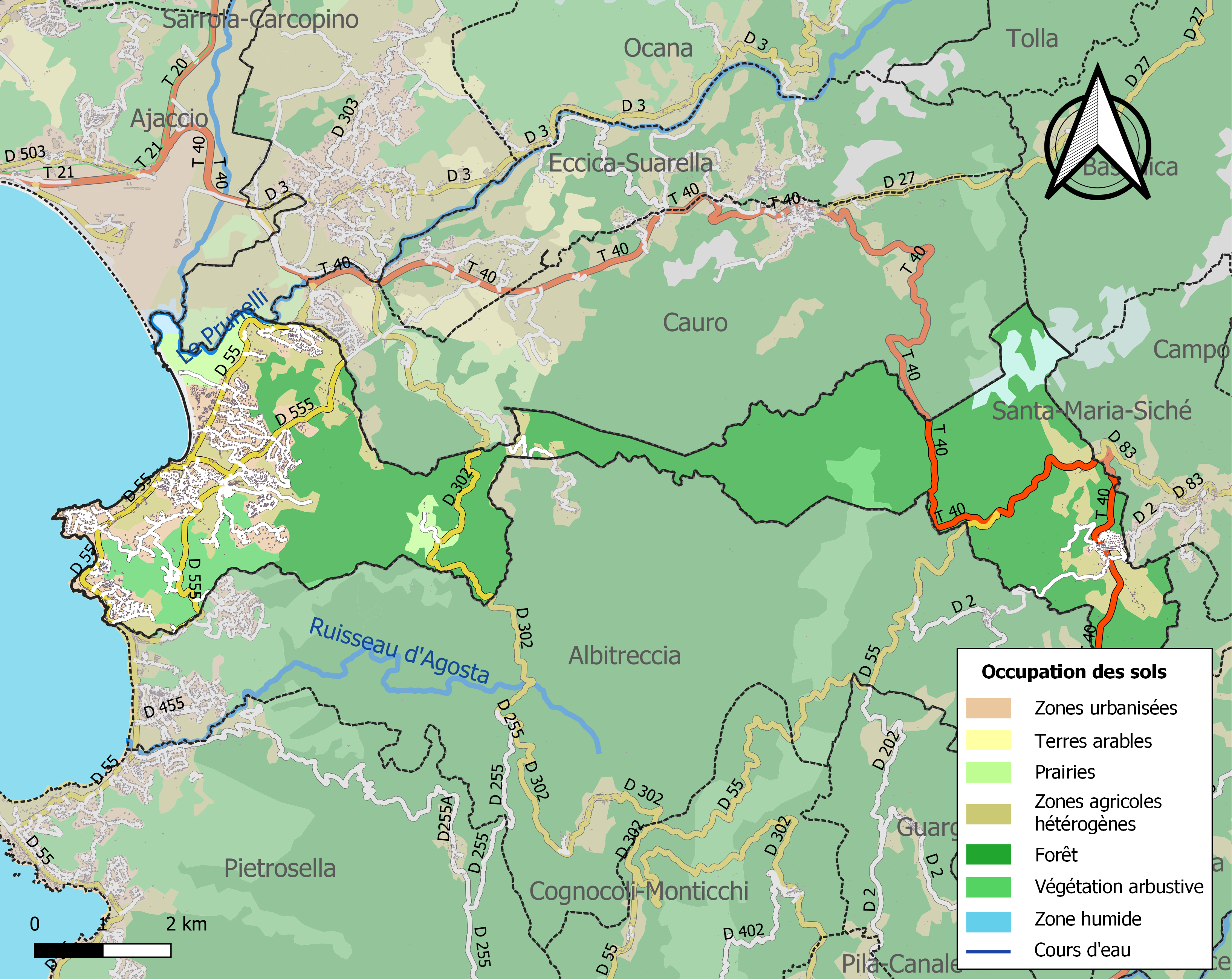

## Geschiedenis en bezienwaardigheden
De nederzetting Frassu was gelegen aan de kust en werd in de 16e eeuw verlaten door de bevolking onder druk van herhaalde invallen van Barbarijse piraten. Een overblijfsel van dit dorp is de 15e-eeuwse toren van Frassu. De Genuezen bouwden in de nabijheid de toren van Capitello.
De kerk Saint-Césaire van Grosseto werd gebouwd in de 11e eeuw.

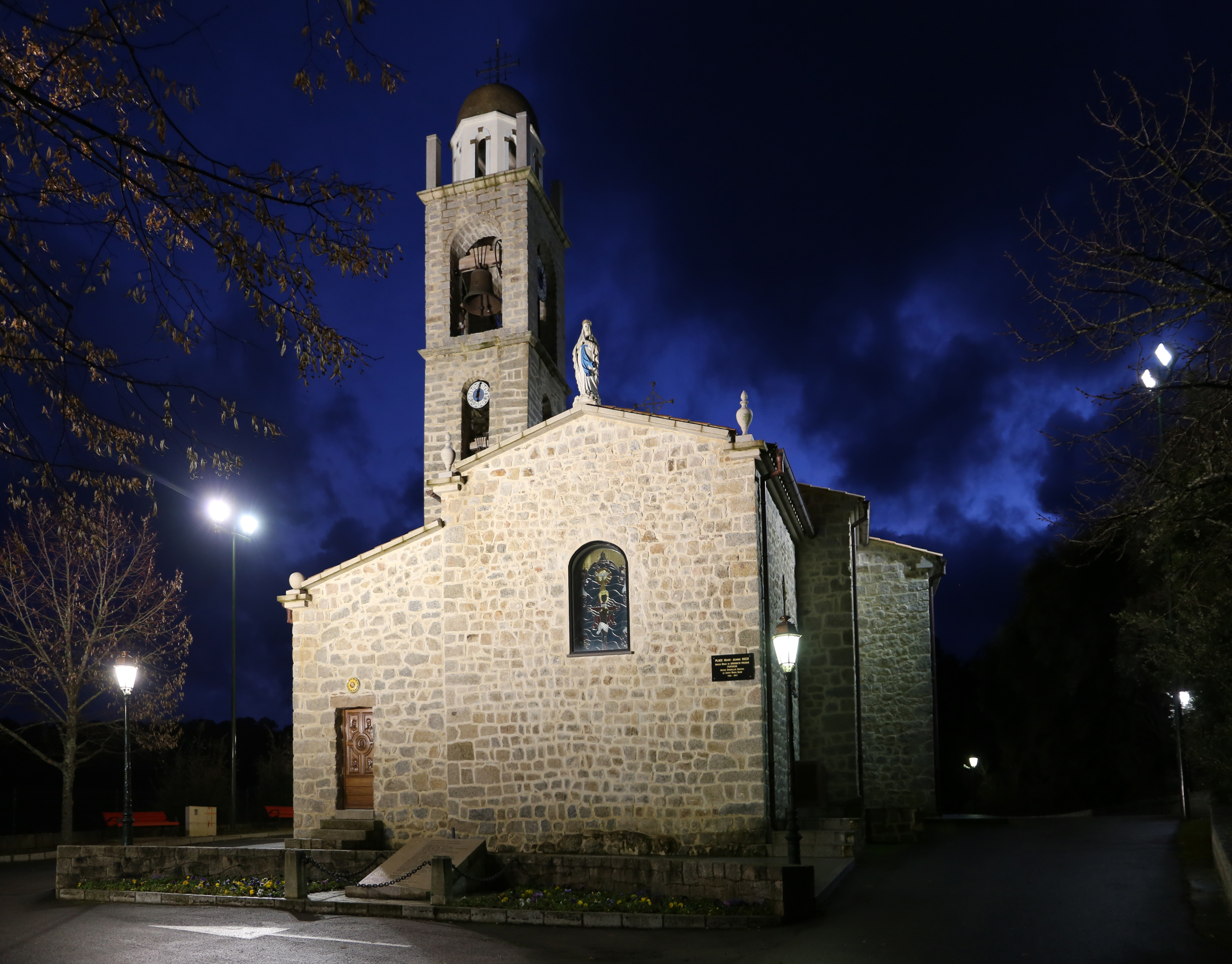
Kerk Saint-Césaire
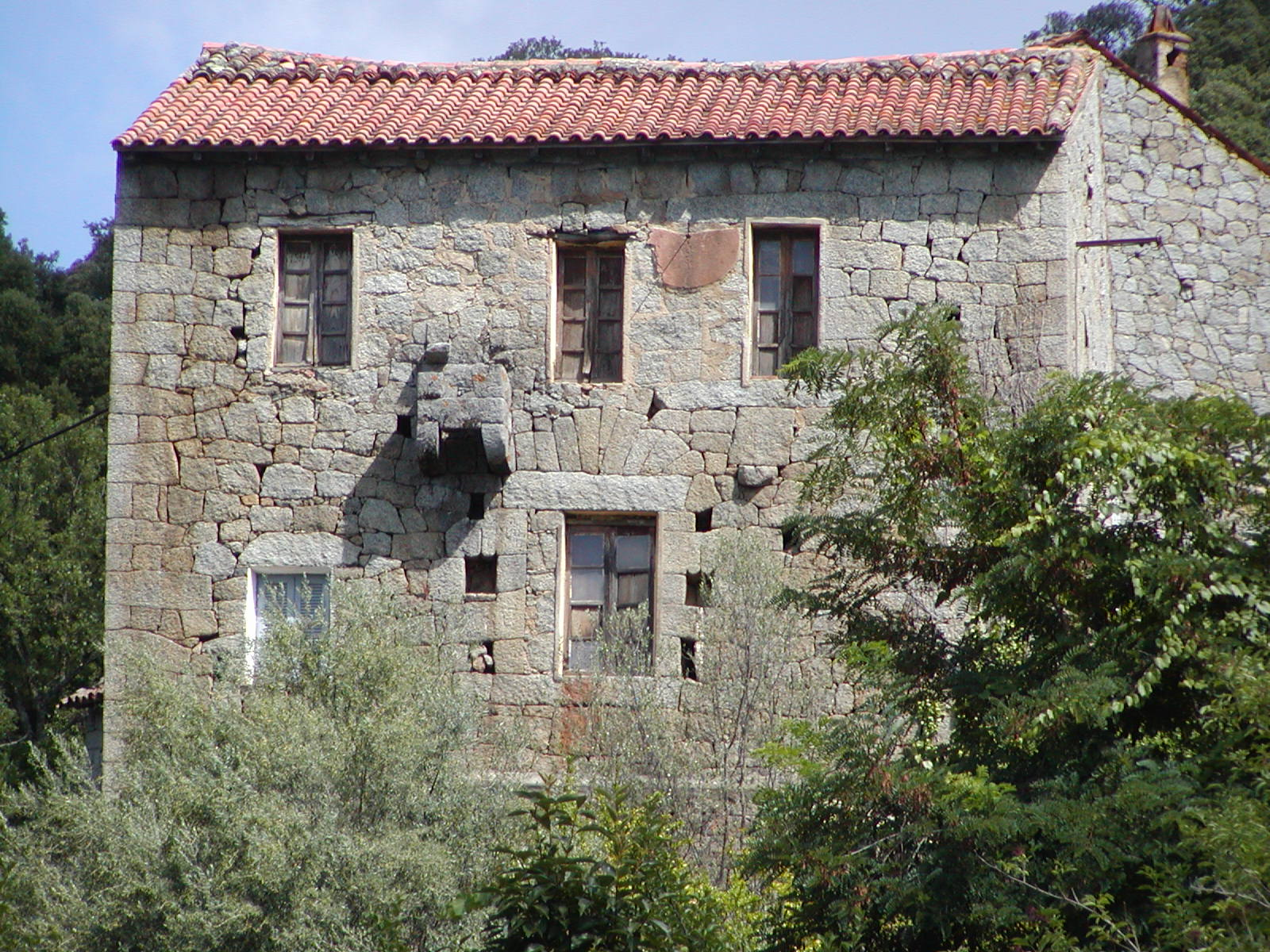
Prugna
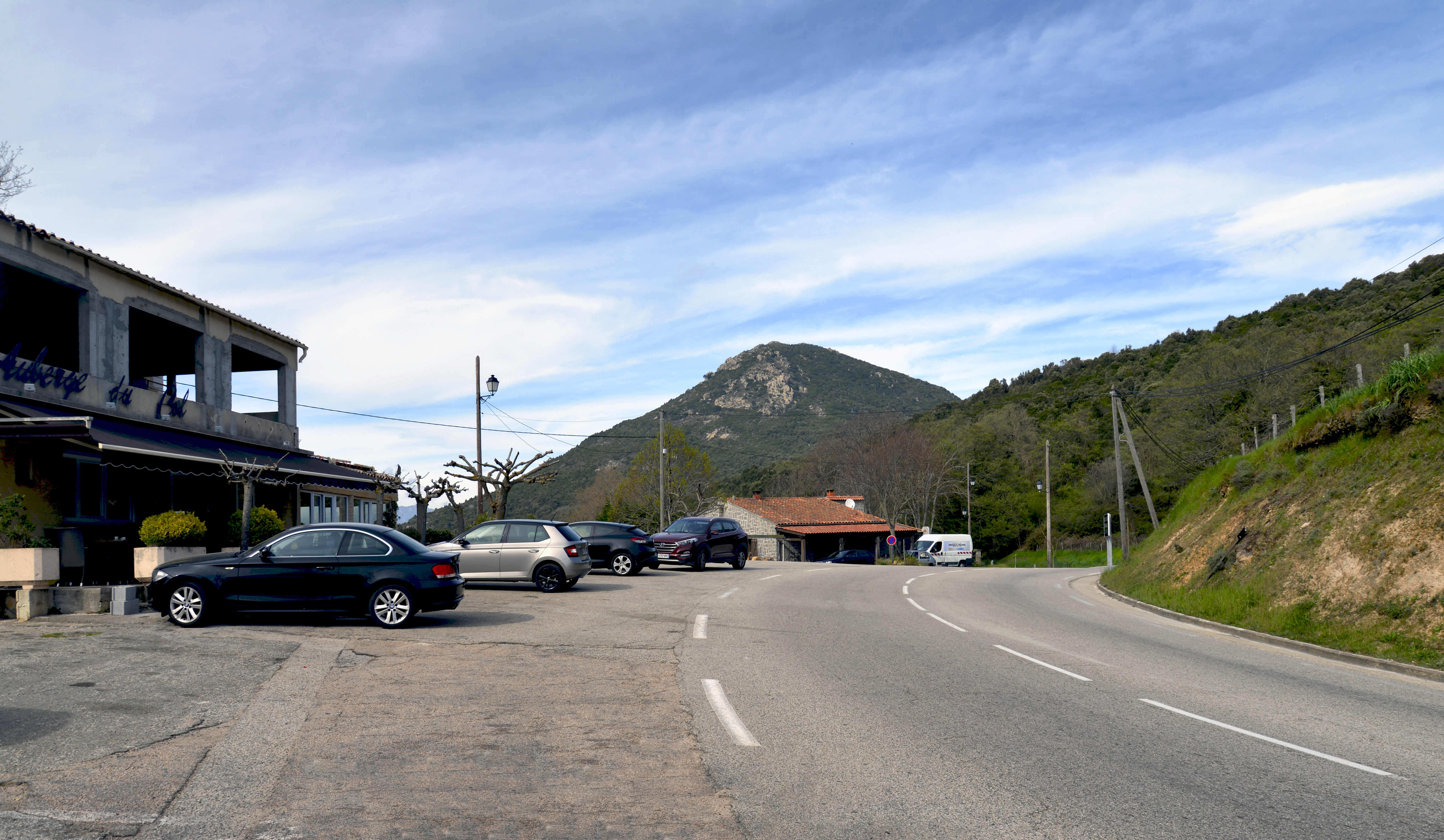
Col Saint-Georges

## Demografie
Onderstaande figuur toont het verloop van het inwonertal (bron: INSEE-tellingen).

Vanwege een beveiligingsprobleem met de MediaWiki Graph-software is het momenteel niet mogelijk deze grafiek weer te geven. Zodra de software is bijgewerkt zal de grafiek vanzelf weer zichtbaar worden.